# خورخه سانابریا
خورخه سانابریا (انگلیسی: Jorge Sanabria؛ زادهٔ ۸ سپتامبر ۱۹۵۲) بازیکن فوتبال است.